# Eleições presidenciais do Brasil no Maranhão
A seguir está uma tabela das eleições presidenciais do Brasil no Maranhão, ordenadas por ano. Desde as eleições de 1945.
O Maranhão está localizado na Região Nordeste  englobando a sub-região Meio-Norte do País. O estado faz divisa com três estados brasileiros: Piauí (leste), Tocantins (sul e sudoeste) e Pará (oeste), além do Oceano Atlântico (norte). Com área de 331 937,450 km² e com 217 municípios, é o segundo maior estado da região Nordeste e o oitavo maior estado do Brasil. Com uma população de 7 153 262 habitantes, é o 11º estado mais populoso do país.
Os vencedores no estado estão em negrito.

## Partidos com mais vitórias
| Partido | Vitórias | Eleições                             |
| ------- | -------- | ------------------------------------ |
| PT      | 6        | 2002, 2006, 2010 e 2014, 2018 e 2022 |
| PSD     | 4        | 1945, 1950, 1955 e 1960              |
| PSDB    | 2        | 1994 e 1998                          |
| PRN     | 1        | 1989                                 |

## Eleições de 1945 até hoje
|  | Mesmo vencedor nacional        |
|  | Vencedor diferente do nacional |

| Ano  | Turno | Vencedor no MA    | Part. | Votos     | %     | Segundo lugar no MA | Part. | Votos     | %     | Terceiro lugar no MA | Part. | Votos   | %     | Ref         |
| ---- | ----- | ----------------- | ----- | --------- | ----- | ------------------- | ----- | --------- | ----- | -------------------- | ----- | ------- | ----- | ----------- |
| 2022 | 1.º   | Lula da Silva     | PT    | 2 603 454 | 68,84 | Jair Bolsonaro      | PL    | 983 861   | 26,02 | Ciro Gomes           | PDT   | 96.095  | 2,54  | [ 1 ]       |
| 2022 | 2.º   | Lula da Silva     | PT    | 2 668 425 | 71,14 | Jair Bolsonaro      | PL    | 1 082 749 | 28,86 | -                    | -     | -       | -     | [ 1 ]       |
| 2018 | 1.º   | Fernando Haddad   | PT    | 2 062 592 | 61,26 | Jair Bolsonaro      | PSL   | 817 511   | 24,28 | Ciro Gomes           | PDT   | 282 467 | 8,39  | [ 2 ]       |
| 2018 | 2.º   | Fernando Haddad   | PT    | 2 428 913 | 73,26 | Jair Bolsonaro      | PSL   | 886 565   | 26,74 | -                    | -     | -       | -     | [ 2 ]       |
| 2014 | 1.º   | Dilma Rousseff    | PT    | 2 187 668 | 69,56 | Marina Silva        | PSB   | 534 824   | 17,01 | Aécio Neves          | PSDB  | 365 443 | 11,62 | [ 3 ]       |
| 2014 | 2.º   | Dilma Rousseff    | PT    | 2 475 762 | 78,76 | Aécio Neves         | PSDB  | 667 517   | 21,24 | -                    | -     | -       | -     | [ 3 ]       |
| 2010 | 1.º   | Dilma Rousseff    | PT    | 2 079 650 | 70,65 | José Serra          | PSDB  | 444 145   | 16,36 | Marina Silva         | PV    | 400 048 | 13,59 | [ 4 ]       |
| 2010 | 2.º   | Dilma Rousseff    | PT    | 2.294.146 | 79,09 | José Serra          | PSDB  | 606.449   | 20,91 | -                    | -     | -       | -     | [ 4 ]       |
| 2006 | 1.º   | Lula da Silva     | PT    | 2 128 103 | 75,50 | Geraldo Alckmin     | PSDB  | 530 164   | 18,81 | Heloísa Helena       | PSOL  | 80 749  | 2,86  | [ 5 ]       |
| 2006 | 2.º   | Lula da Silva     | PT    | 2 280 520 | 84,63 | Geraldo Alckmin     | PSDB  | 414 108   | 17,62 | -                    | -     | -       | -     | [ 5 ]       |
| 2002 | 1.º   | Lula da Silva     | PT    | 843 132   | 40,88 | Garotinho           | PSB   | 508 006   | 24,63 | Ciro Gomes           | PPS   | 455 860 | 22,10 | [ 6 ] [ 7 ] |
| 2002 | 2.º   | Lula da Silva     | PT    | 1 229 559 | 58,48 | Garotinho           | PSB   | -         | -     | Ciro Gomes           | PPS   | -       | -     | [ 6 ] [ 7 ] |
| 1998 | 1.º   | Fernando Henrique | PSDB  | 736 042   | 48,62 | Lula da Silva       | PT    | 444 912   | 29,32 | Ciro Gomes           | PPS   | 246 268 | 5,67  | [ 8 ]       |
| 1994 | 1.º   | Fernando Henrique | PSDB  | 785 417   | 62,25 | Lula da Silva       | PT    | 292.057   | 23,15 | Enéas Carneiro       | PRONA | 72.687  | 5,76  | [ 9 ]       |
| 1989 | 1.º   | Fernando Collor   | PRN   | 609 758   | 46,93 | Lula da Silva       | PT    | 255 586   | 19,67 | Leonel Brizola       | PDT   | 116 539 | 8,97  | [ 10 ]      |
| 1989 | 2.º   | Fernando Collor   | PRN   | 867 188   | 62,44 | Lula da Silva       | PT    | 521 753   | 37,56 | -                    | -     | -       | -     | [ 10 ]      |

### República Populista (1945–1964)
| Ano  | Turno | Vencedor no MA       | Part. | Votos  | %     | Segundo lugar MA | Part. | Votos  | %     | Terceiro lugar MA | Part | Votos  | %     | Ref.   |
| ---- | ----- | -------------------- | ----- | ------ | ----- | ---------------- | ----- | ------ | ----- | ----------------- | ---- | ------ | ----- | ------ |
| 1960 | único | Teixeira Lott        | PSD   | 81 102 | 38,57 | Ademar de Barros | PSP   | 72 456 | 34,46 | Jânio Quadros     | PTN  | 56 727 | 26,98 | [ 11 ] |
| 1955 | único | Juscelino Kubitschek | PSD   | 66 508 | 47,30 | Ademar de Barros | PSP   | 55 735 | 39,63 | Juarez Távora     | UDN  | 15 764 | 11,21 | [ 12 ] |
| 1950 | único | Cristiano Machado    | PSD   | 70 989 | 47,34 | Getúlio Vargas   | PTB   | 64 160 | 42,78 | Eduardo Gomes     | UDN  | 14 806 | 9,87  | [ 13 ] |
| 1945 | único | Eurico Dutra         | PSD   | 44 750 | 61,75 | Eduardo Gomes    | UDN   | 27 030 | 37,30 | Iedo Fiúza        | PCB  | 683    | 0,94  | [ 14 ] |